# Gemeinden des Kantons Uri

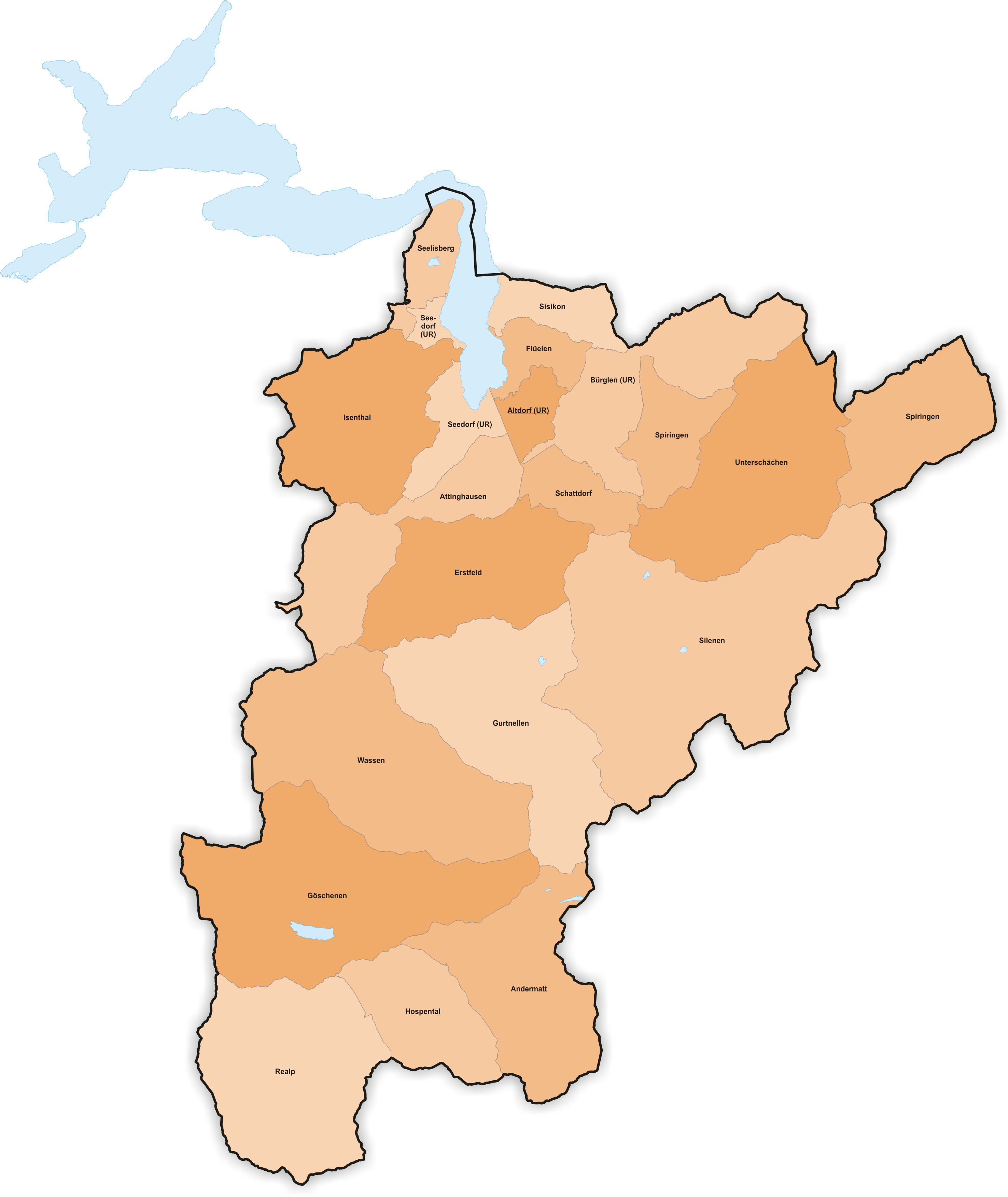
Politische Gemeinden (Einwohnergemeinden) des Kantons Uri (2021)

Der Kanton Uri umfasst 19 geografische  Gemeinden. Hauptort ist Altdorf. Bezirke als Verwaltungsebene sind nicht existent.

## Liste der 19 Gemeinden
| Wappen        | Gemeindename        | Einwohner 31. Dezember 2023 | Fläche in km² | Einwohner pro km² |
| ------------- | ------------------- | --------------------------- | ------------- | ----------------- |
| Altdorf       | Altdorf (UR)        | 10'198                      | 10,21         | 999               |
| Andermatt     | Andermatt           | 1588                        | 62,26         | 26                |
| Attinghausen  | Attinghausen        | 1786                        | 46,89         | 38                |
| Bürglen       | Bürglen (UR)        | 3853                        | 53,06         | 73                |
| Erstfeld      | Erstfeld            | 3950                        | 59,08         | 67                |
| Flüelen       | Flüelen             | 2060                        | 12,38         | 166               |
| Göschenen     | Göschenen           | 452                         | 104,15        | 4                 |
| Gurtnellen    | Gurtnellen          | 505                         | 83,31         | 6                 |
| Hospental     | Hospental           | 176                         | 35,17         | 5                 |
| Isenthal      | Isenthal            | 457                         | 60,97         | 7                 |
| Realp         | Realp               | 158                         | 77,84         | 2                 |
| Schattdorf    | Schattdorf          | 5462                        | 16,33         | 334               |
| Seedorf       | Seedorf (UR)        | 2065                        | 19,29         | 107               |
| Seelisberg    | Seelisberg          | 738                         | 13,29         | 56                |
| Silenen       | Silenen             | 2040                        | 144,78        | 14                |
| Sisikon       | Sisikon             | 401                         | 16,46         | 24                |
| Spiringen     | Spiringen           | 889                         | 64,68         | 14                |
| Unterschächen | Unterschächen       | 725                         | 80,28         | 9                 |
| Wassen        | Wassen              | 428                         | 96,88         | 4                 |
| Wassen        | Kanton Uri (gesamt) | 37'931                      | 1076,53       | 35                |

Zur Gesamtfläche des Kantons gehört neben den Landflächen der Gemeinden ein Anteil des Vierwaldstättersees von 19,22 Quadratkilometern, total 1076,54 Quadratkilometer.

## Veränderungen im Gemeindebestand

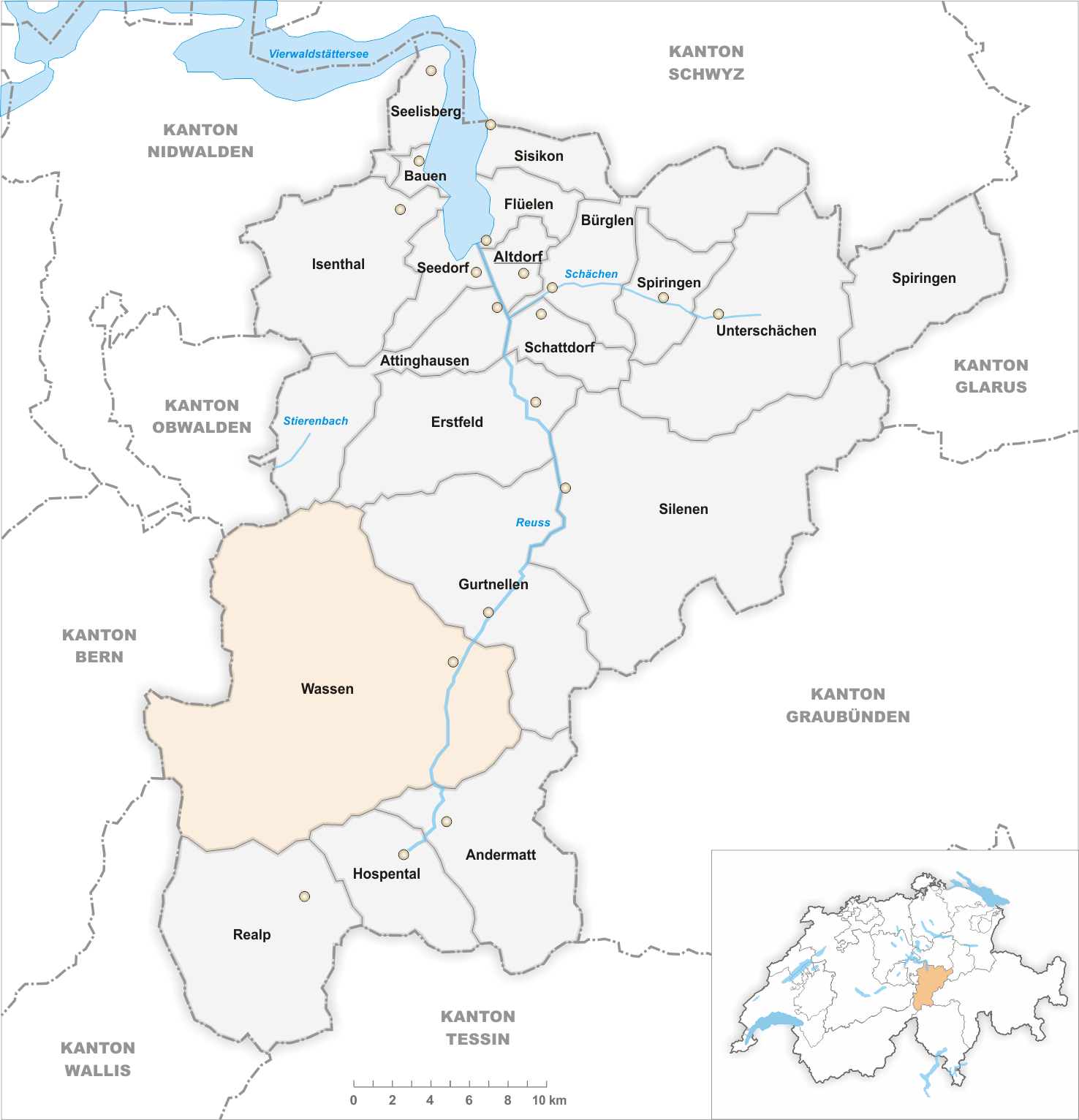
Gemeinden bis 1874
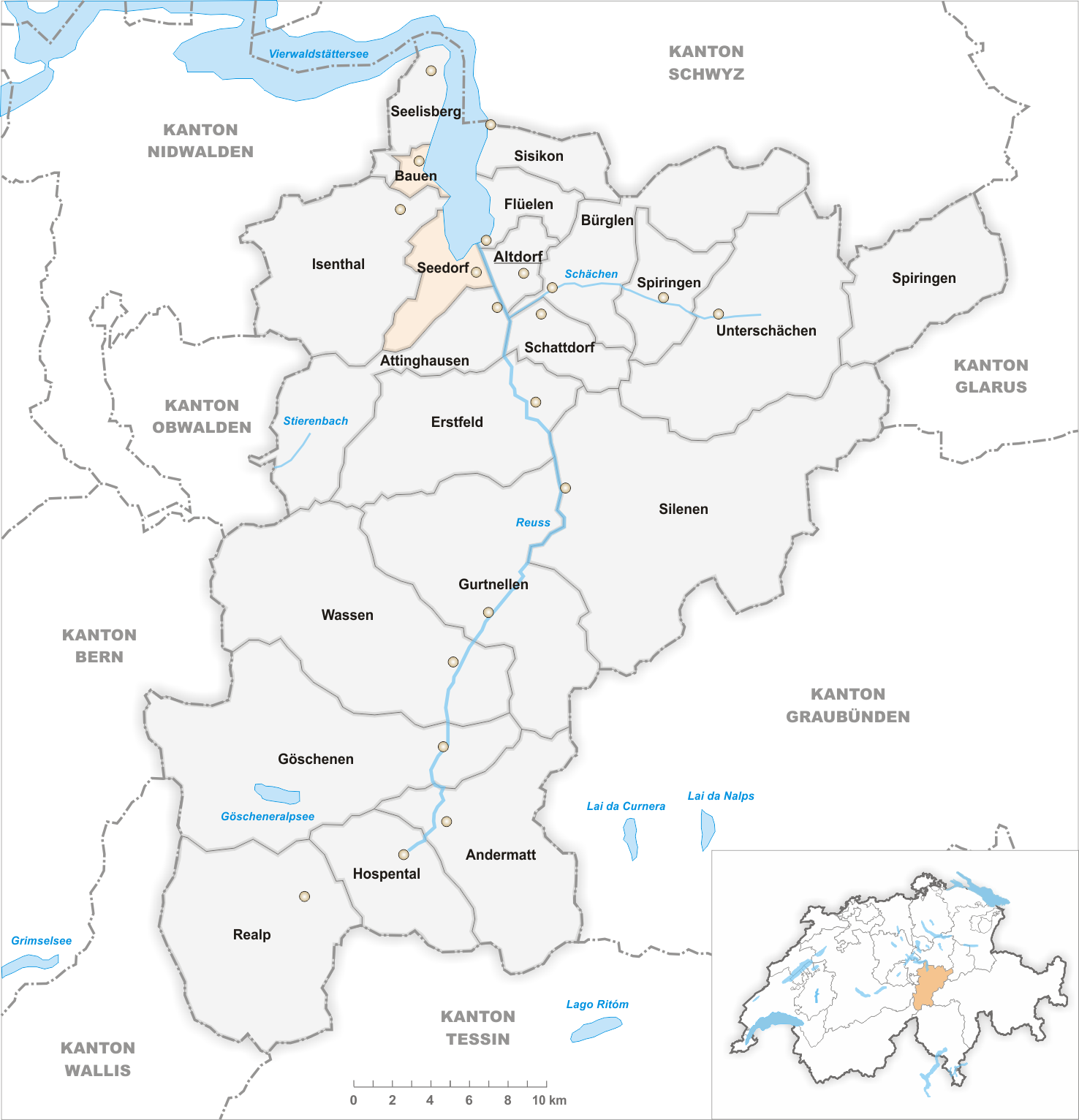
Gemeinden bis 2020

- 1875: Abspaltung von Wassen → Göschenen
- 2021: Fusion Bauen und Seedorf → Seedorf